# Georgetown (Washington D.C.)

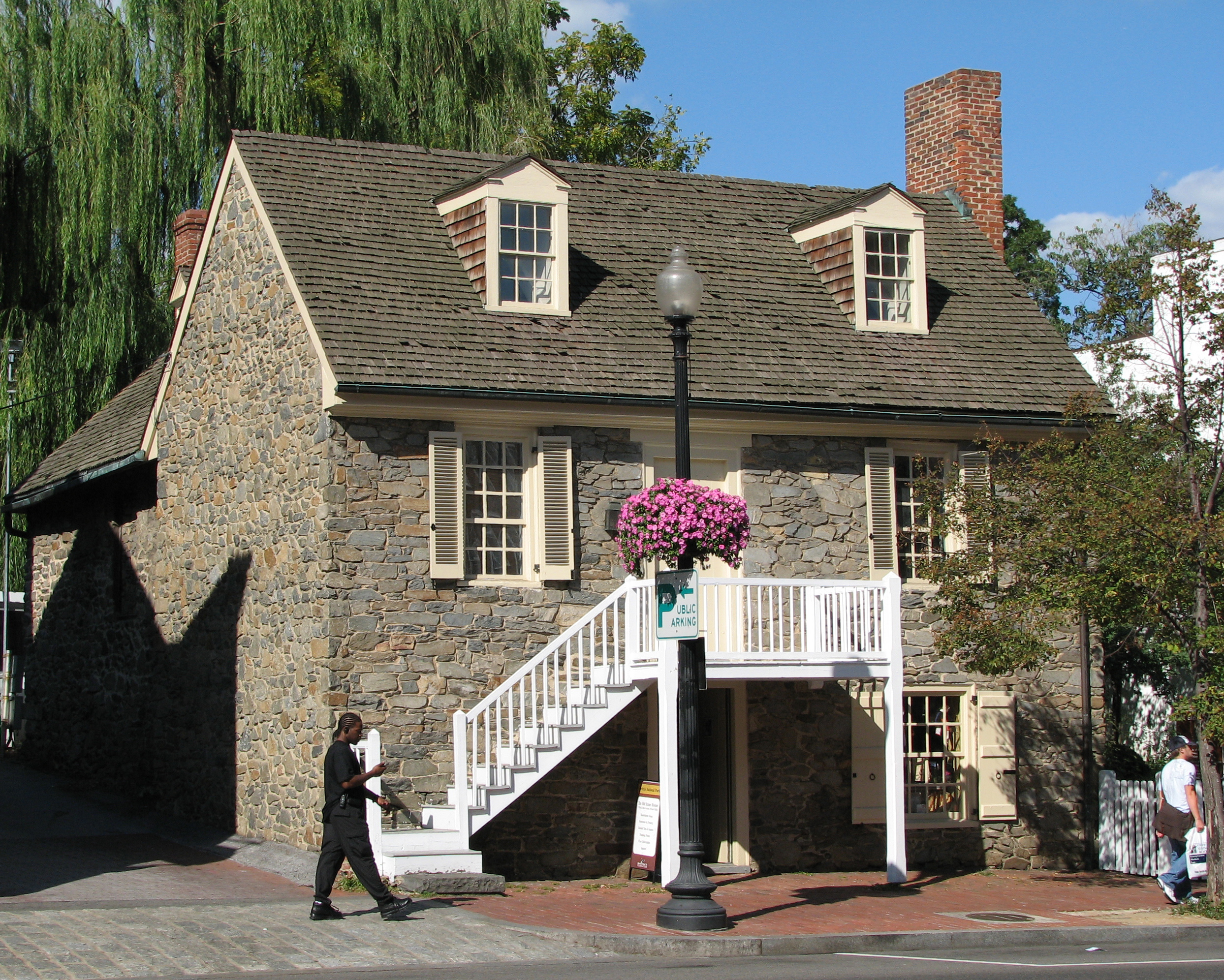
The Old Stone House, het oudste huis van Washington

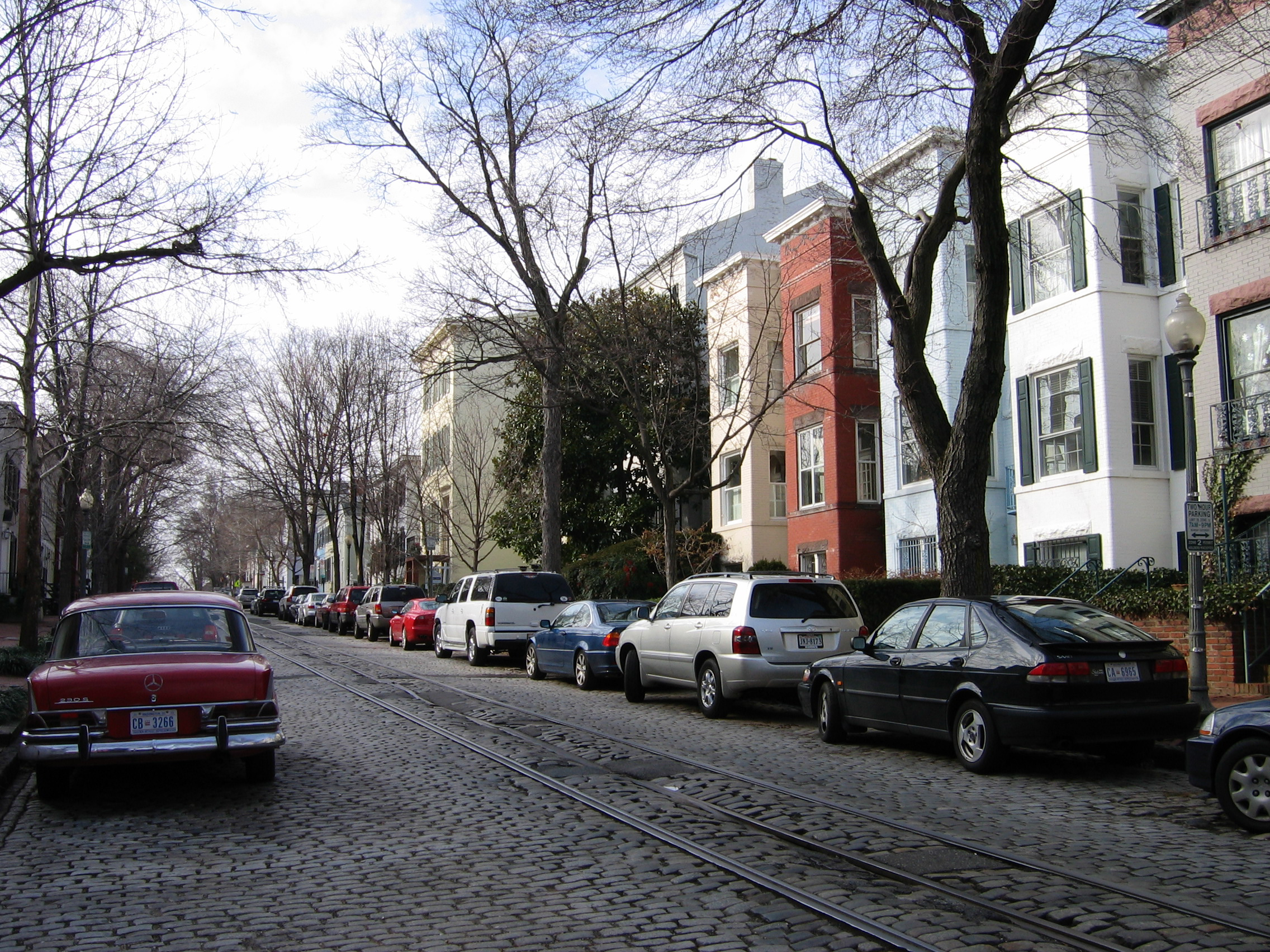
Straat in Georgetown

Georgetown is een stadsdeel in de Amerikaanse hoofdstad Washington, gelegen in het noordwestelijke deel van de stad aan de rivier de Potomac. In Georgetown bevindt zich onder meer de Universiteit van Georgetown. Georgetown werd in 1751 gesticht en is daarmee 40 jaar ouder dan de hoofdstad zelf.
Tegenwoordig is het een van de duurste delen van de stad vanwege de nabijheid van het centrum en de historische architectuur van de huizen.

## Geschiedenis
Georgetown werd gesticht in 1751 en was toentertijd deel van de Britse kolonie Maryland. De plaats werd vernoemd naar George II, destijds koning van Groot-Brittannië. Georgetown was gelegen aan het noordelijkste, bevaarbare, gedeelte van de Potomac en ontwikkelde zich tot een vrij drukke havenstad, waarbij de handel in slaven en tabak de belangrijkste activiteit was.
Na de vorming van het District of Columbia was Georgetown een zelfstandige gemeente in het federale district dat ook de stad Washington bevatte. Gaandeweg werden de banden tussen Georgetown en de hoofdstad steeds inniger totdat de stad in 1871 werd ingelijfd door Washington. In 1895 hield de gemeente Georgetown op te bestaan en sindsdien is het een wijk van Washington.
Aan het einde van de 19e eeuw en begin van de 20e eeuw raakte Georgetown in verval. Grote delen van de wijk waren industrieel georiënteerd. Na de Tweede Wereldoorlog groeide de bevolking van Georgetown en werd het de woonplaats van veel politici en overheidsmedewerkers. Zo woonde John F. Kennedy in Georgetown ten tijde van zijn verkiezing tot president in 1960. Sinds de jaren negentig heeft Georgetown een verdere transformatie ondergaan en is het een centrum van de Washington Society.
Onder de vele historische monumenten en gebouwen die Georgetown rijk is, behoren het Old Stone House, het oudste nog bestaande bouwwerk in Washington, en Dumbarton Oaks, de locatie waar de grondslag voor de Verenigde Naties werd gelegd. Ook het Chesapeake and Ohio Canal loopt door de wijk.
De Francis Scott Key Bridge verbindt Georgetown met Rosslyn in Arlington. Pennsylvania Avenue voert van Georgetown naar het Capitool, via Washington Circle.

## Bekende inwoners
- Madeleine Albright, politica en diplomate
- John Kerry, politicus
- Tony Snow (1955-2008), journalist en politiek commentator
- Dominique Strauss-Kahn, Frans politicus en oud-directeur-generaal van het Internationaal Monetair Fonds
- Bob Woodward, journalist

## Geboren
- Richard Ewell (1817-1872), beroepsofficier en Zuidelijke generaal tijdens de Amerikaanse Burgeroorlog
- Fischer Black (1938-1995), econoom